# Luidia lawrencei
Luidia lawrencei är en sjöstjärneart som beskrevs av Hopkins och Knott 20. Luidia lawrencei ingår i släktet Luidia och familjen sprödsjöstjärnor. Inga underarter finns listade i Catalogue of Life.